# Switch (program telewizyjny)
Switch – niemiecki program rozrywkowy emitowany na Pro7 w latach 1997–2000, 2007–2012 prowadzony przez grupę niemieckich komików.

## Produkcja
Wyprodukowane zostały cztery serie programu przez firmę Visuelle, której firmą macierzystą jest GAT, na zamówienie Pro7. Program nagrywano w studiach CBC w Ossendorfie (dzielnica Kolonii).

## Nagrody
- 2007: Deutscher Comedypreis najlepszy show ze skeczami
- 2008: Deutscher Fernsehpreis za najlepszy program comedy
- 2008: Deutscher Comedypreis za najlepszy show ze skeczami
- 2008: Nominowany do Adolf-Grimme-Preis w kategorii rozrywka
- 2008: Deutscher Comedypreis dla Michaela Kesslera za najlepszego aktora comedy
- 2009: Nominowany do Adolf-Grimme-Preis w kategorii rozrywka